# Prusy (Busko)
Pour les articles homonymes, voir Prusy (homonymie).
Prusy est une localité polonaise de la gmina de Stopnica, située dans le powiat de Busko en voïvodie de Sainte-Croix.